# Rhinolophus yunanensis
Rhinolophus yunanensis là một loài động vật có vú trong họ Dơi lá mũi, bộ Dơi. Loài này được Dobson mô tả năm 1872.